# Bill Graham
Bill Graham (8 de janeiro de 1931 — 25 de outubro de 1991), pseudônimo de Wolodia Grajonca, foi um alemão que obteve sucesso nos Estados Unidos como empresário e promotor de concertos.

## Biografia
Filho de uma família judia de classe média que emigrara da Rússia para a Alemanha, com a ascensão do nazismo Graham foi colocado em um orfanato por sua mãe. Posteriormente foi transferido para um orfanato na França em um acordo pré-Holocausto que permitia a troca de crianças judias por cristãs, mas com a Queda da França foi mandado de volta à Alemanha. Sobrevivente da Grande Guerra, foi para os Estados Unidos e adotou o nome Bill Graham, escolhido em uma lista telefônica, após ser tachado de nazista devido a seu forte sotaque alemão.
Durante a década de 1960, Graham produziu concertos de vários figuras primordiais do movimento de contracultura estadunidense, como Jefferson Airplane, Janis Joplin, Country Joe and The Fish e The Grateful Dead, entre outros. O sucesso e popularidade de suas empreitadas levaram-no a se tornar o principal agenciador de concertos do rock. No final da mesma década, ele abriu as casas de shows Fillmore West e Winterland em São Francisco e Fillmore East em Nova York, que se tornou parada obrigatória para os principais artistas de rock da época.
Graham morreu em 25 de outubro de 1991 em um acidente de helicóptero em Vallejo, Califórnia.